# Beitbridge
Beitbridge este un oraș din Zimbabwe, situat pe fluviul Limpopo, la 1 km nord de podul Alfred Beit, care face legătura statului cu Africa de Sud.